# Haussimont
Haussimont és un municipi francès, situat al departament del Marne i a la regió del Gran Est. L'any 2007 tenia 162 habitants.

## Demografia

### Població
El 2007 la població de fet de Haussimont era de 162 persones. Hi havia 64 famílies, de les quals 16 eren unipersonals (12 homes vivint sols i 4 dones vivint soles), 28 parelles sense fills, 16 parelles amb fills i 4 famílies monoparentals amb fills.
La població ha evolucionat segons el següent gràfic:
Habitants censats

### Habitatges
El 2007 hi havia 75 habitatges, 71 eren l'habitatge principal de la família i 4 estaven desocupats. 66 eren cases i 9 eren apartaments. Dels 71 habitatges principals, 57 estaven ocupats pels seus propietaris i 14 estaven llogats i ocupats pels llogaters; 2 tenien dues cambres, 1 en tenia tres, 12 en tenien quatre i 56 en tenien cinc o més. 62 habitatges disposaven pel capbaix d'una plaça de pàrquing. A 40 habitatges hi havia un automòbil i a 27 n'hi havia dos o més.

### Piràmide de població
La piràmide de població per edats i sexe el 2009 era:
| Homes | Edats   | Dones |
| ----- | ------- | ----- |
| 0     | 95 o +  | 0     |
| 0     | 90 a 94 | 0     |
| 0     | 85 a 89 | 0     |
| 0     | 80 a 84 | 0     |
| 0     | 75 a 79 | 0     |
| 8     | 70 a 74 | 12    |
| 0     | 65 a 69 | 4     |
| 4     | 60 a 64 | 0     |
| 8     | 55 a 59 | 8     |
| 8     | 50 a 54 | 8     |
| 12    | 45 a 49 | 8     |
| 20    | 40 a 44 | 20    |
| 4     | 35 a 39 | 0     |
| 0     | 30 a 34 | 4     |
| 0     | 25 a 29 | 0     |
| 4     | 20 a 24 | 8     |
| 8     | 15 a 19 | 20    |
| 8     | 10 a 14 | 8     |
| 4     | 5 a 9   | 4     |
| 0     | 0 a 4   | 0     |

## Economia
El 2007 la població en edat de treballar era de 105 persones, 85 eren actives i 20 eren inactives. De les 85 persones actives 78 estaven ocupades (45 homes i 33 dones) i 7 estaven aturades (4 homes i 3 dones). De les 20 persones inactives 6 estaven jubilades, 6 estaven estudiant i 8 estaven classificades com a «altres inactius».

### Ingressos
El 2009 a Haussimont hi havia 66 unitats fiscals que integraven 164 persones, la mediana anual d'ingressos fiscals per persona era de 21.739,5 €.

### Activitats econòmiques
Dels 12 establiments que hi havia el 2007, 4 eren d'empreses alimentàries, 1 d'una empresa de comerç i reparació d'automòbils, 2 d'empreses de transport i 5 d'empreses de serveis.
Els 3 serveis als particulars que hi havia el 2009 eren establiments de lloguer de cotxes.
L'any 2000 a Haussimont hi havia 15 explotacions agrícoles que ocupaven un total de 1.752 hectàrees.

## Poblacions més properes
El següent diagrama mostra les poblacions més properes.